# 아칸소강

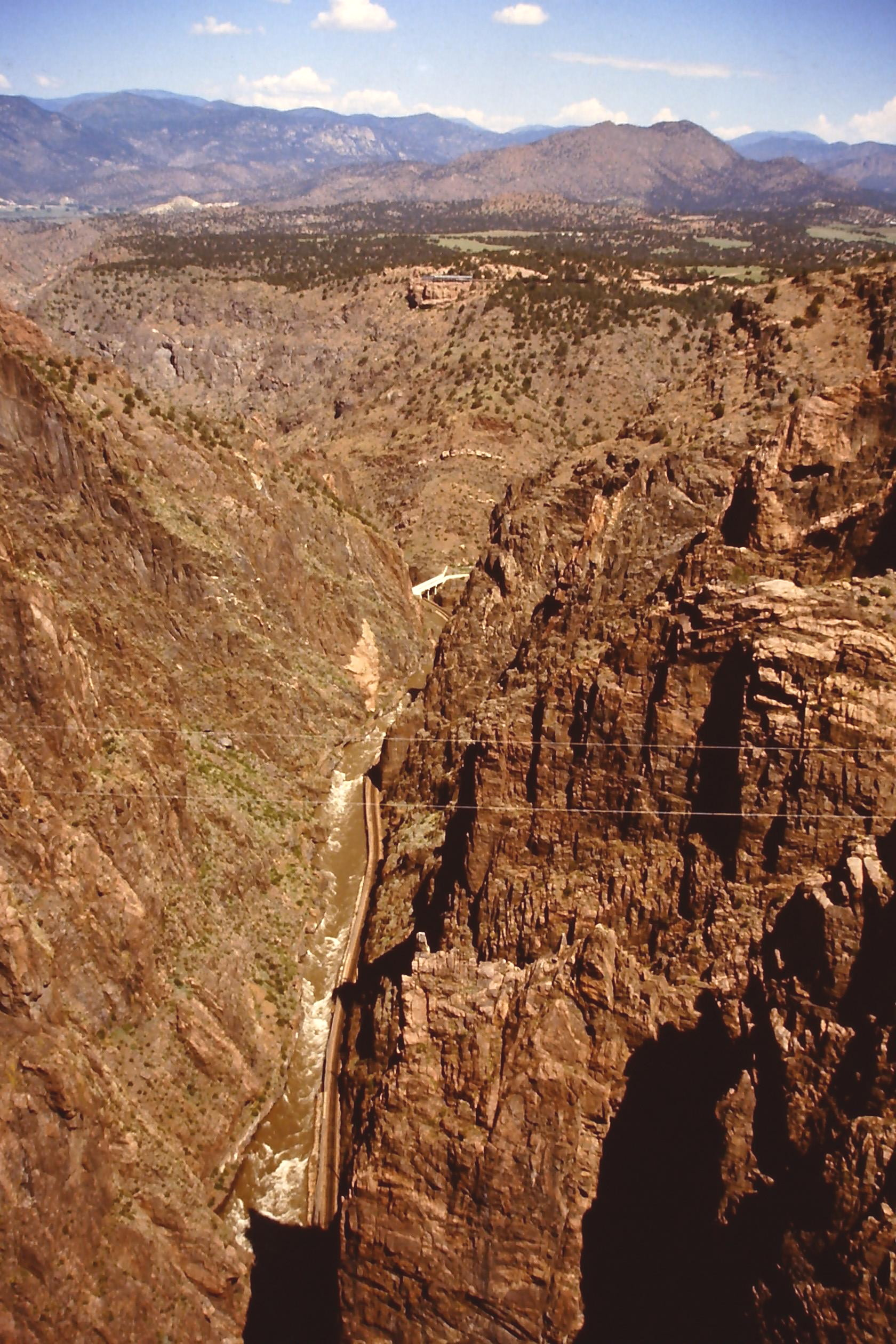
로얄 협곡

아칸소강(영어: Arkansas River)은 미시시피강의 주요 지류 중의 하나이다. 아칸소 강은 대체로 동쪽 또는 동남쪽 방향으로 흐르며 미국의 콜로라도주 · 캔자스주 · 오클라호마주 · 아칸소주를 횡단한다.
아칸소 강의 길이는 2,364 km(1,469 mi)로 미국에서 6번째로 긴 강이고 미시시피-미주리 수계에서 2번째로 긴 지류이며 세계에서 45번째로 긴 강이다. 아칸소 강은 콜로라도주 레드빌 근처 레이크 카운티의 로키산맥에서 발원하며 하구는 유령 도시인 아칸소주 나폴레옹 (아칸소주)에 위치한다. 아칸소 강의 유역 면적은 약 440,300 km2(170,000sq mi)이다. 유량면에서 아칸소 강은 미주리 강과 오하이오 강보다는 훨씬 적은데, 평균 유량은 약 1,100m³/s(40,000cu ft/s)에 지나지 않는다.
아칸소 강의 발원지로부터 서경 100도까지의 부분은 1848년의 텍사스 공화국 병합 또는 과달루페 이달고 조약 때까지 1821년에 발효된 애덤스·오니스 협정에 따른 미국·멕시코 국경의 일부를 이루었다.